# Фогхорн Легхорн
Фогхорн Легорн (на английски: Foghorn Legorn) е персонаж, появяващ се във филмчета от „Шантави рисунки“ и „Весели мелодии“ на Warner Bros. Той е досаден, заядлив петел, със силен южняшки акцент. Първата му поява е през 1946 г.
Създател на героя и режисьор на всичките филмчета с негово участие е Робърт Маккимсън, чието дело са още Тазманийския дявол и Спийди Гонзалес.